# Collegio di Erewash
Erewash è un collegio elettorale inglese situato nel Derbyshire, nelle Midlands Orientali, rappresentato alla Camera dei comuni del Parlamento del Regno Unito. Elegge un membro del parlamento con il sistema maggioritario a turno unico; l'attuale parlamentare è Adam Thompson del Partito Laburista, che rappresenta il collegio dal 2024.

## Estensione

Erewash dal 2010 al 2015

- 1983–1997: i ward del borgo di Erewash di Breaston, Cotmanhay, Dale Abbey, Derby Road East, Derby Road West, Draycott, Ilkeston Central, Ilkeston North, Ilkeston South, Kirk Hallam North, Kirk Hallam South, Long Eaton Central, Nottingham Road, Ockbrook and Borrowash, Old Park, Sandiacre North, Sandiacre South, Sawley, Victoria, West Hallam e Wilsthorpe.
- 1997–2010: i ward del borgo di Erewash di Abbotsford, Breaston, Cotmanhay, Dale Abbey, Derby Road East, Derby Road West, Draycott, Ilkeston Central, Ilkeston North, Ilkeston South, Kirk Hallam North, Kirk Hallam South, Long Eaton Central, Nottingham Road, Ockbrook and Borrowash, Old Park, Sandiacre North, Sandiacre South, Sawley, Victoria, West Hallam e Wilsthorpe.
- 2010–2015: i ward del borgo di Erewash di Abbotsford, Breaston, Cotmanhay, Derby Road East, Derby Road West, Draycott, Hallam Fields, Ilkeston Central, Ilkeston North, Kirk Hallam, Little Hallam, Long Eaton Central, Nottingham Road, Old Park, Sandiacre North, Sandiacre South, Sawley e Wilsthorpe.
- dal 2015: i ward del borgo di Erewash di Awsworth Road; Breaston; Cotmanhay; Derby Road East; Derby Road West; Draycott and Risley; Hallam Fields; Kirk Hallam and Stanton-by-Dale; Larklands; Little Hallam; Long Eaton Central; Nottingham Road; Sandiacre; Sawley; Shipley View e Wilsthorpe.[1]

Il collegio copre gran parte del borough di Erewash, tra le città di Derby e Nottingham. Le principali città del collegio sono Long Eaton e Ilkeston.

## Membri del parlamento
| Elezione | Elezione      | Deputato      | Partito      |
| -------- | ------------- | ------------- | ------------ |
|          | 1983          | Peter Rost    | Conservatore |
| 1992     | Angela Knight |               | Conservatore |
|          | 1997          | Liz Blackman  | Laburista    |
|          | 2010          | Jessica Lee   | Conservatore |
| 2015     | Maggie Throup |               | Conservatore |
|          | 2024          | Adam Thompson | Laburista    |

## Elezioni

### Elezioni negli anni 2020
| Partito                    | Partito                                           | Candidato                  | Risultati 4 luglio 2024 | Risultati 4 luglio 2024 |
| Partito                    | Partito                                           | Candidato                  | Voti                    | %                       |
| -------------------------- | ------------------------------------------------- | -------------------------- | ----------------------- | ----------------------- |
|                            | Laburista                                         | Adam Thompson              | 17 224                  | 40,05                   |
|                            | Conservatore                                      | Maggie Throup              | 11 365                  | 26,43                   |
|                            | Reform UK                                         | Liam Booth-Isherwood       | 9 162                   | 21,30                   |
|                            | Verdi                                             | Brent Poland               | 2 478                   | 5,76                    |
|                            | Lib Dem                                           | James Archer               | 2 426                   | 5,64                    |
|                            | Indipendente                                      | John Kirby                 | 351                     | 0,82                    |
|                            |                                                   |                            |                         |                         |
| Iscritti                   | Iscritti                                          | Iscritti                   | 71 497                  | 100,00                  |
| ↳ Votanti (% su iscritti)  | ↳ Votanti (% su iscritti)                         | ↳ Votanti (% su iscritti)  | 43 181                  | 60,40                   |
| ↳ Astenuti (% su iscritti) | ↳ Astenuti (% su iscritti)                        | ↳ Astenuti (% su iscritti) | 28 316                  | 39,60                   |
|                            |                                                   |                            |                         |                         |
|                            | Esito: collegio passa da Conservatore a Laburista |                            |                         |                         |

### Elezioni negli anni 2010
| Partito                    | Partito                                   | Candidato                  | Risultati 12 dicembre 2019 | Risultati 12 dicembre 2019 |
| Partito                    | Partito                                   | Candidato                  | Voti                       | %                          |
| -------------------------- | ----------------------------------------- | -------------------------- | -------------------------- | -------------------------- |
|                            | Conservatore                              | Maggie Throup              | 27 560                     | 56,46                      |
|                            | Laburista                                 | Catherine Atkinson         | 16 954                     | 34,73                      |
|                            | Lib Dem                                   | James Archer               | 2 487                      | 5,09                       |
|                            | Verdi                                     | Brent Poland               | 1 115                      | 2,28                       |
|                            | Indipendente                              | Des Ball                   | 388                        | 0,79                       |
|                            | Indipendente                              | Richard Shaw               | 188                        | 0,39                       |
|                            | Indipendente                              | Roy Dunn                   | 122                        | 0,25                       |
|                            |                                           |                            |                            |                            |
| Iscritti                   | Iscritti                                  | Iscritti                   | 73 406                     | 100,00                     |
| ↳ Votanti (% su iscritti)  | ↳ Votanti (% su iscritti)                 | ↳ Votanti (% su iscritti)  | 48 814                     | 66,50                      |
| ↳ Astenuti (% su iscritti) | ↳ Astenuti (% su iscritti)                | ↳ Astenuti (% su iscritti) | 24 592                     | 33,50                      |
|                            |                                           |                            |                            |                            |
|                            | Esito: collegio confermato a Conservatore |                            |                            |                            |

| Partito                    | Partito                                   | Candidato                  | Risultati 8 giugno 2017 | Risultati 8 giugno 2017 |
| Partito                    | Partito                                   | Candidato                  | Voti                    | %                       |
| -------------------------- | ----------------------------------------- | -------------------------- | ----------------------- | ----------------------- |
|                            | Conservatore                              | Maggie Throup              | 25 939                  | 52,11                   |
|                            | Laburista                                 | Catherine Atkinson         | 21 405                  | 43,00                   |
|                            | Lib Dem                                   | Martin Garnett             | 1 243                   | 2,50                    |
|                            | Verdi                                     | Ralph Hierons              | 675                     | 1,36                    |
|                            | Indipendente                              | Roy Dunn                   | 519                     | 1,04                    |
|                            |                                           |                            |                         |                         |
| Iscritti                   | Iscritti                                  | Iscritti                   | 72 992                  | 100,00                  |
| ↳ Votanti (% su iscritti)  | ↳ Votanti (% su iscritti)                 | ↳ Votanti (% su iscritti)  | 49 781                  | 68,20                   |
| ↳ Astenuti (% su iscritti) | ↳ Astenuti (% su iscritti)                | ↳ Astenuti (% su iscritti) | 23 211                  | 31,80                   |
|                            |                                           |                            |                         |                         |
|                            | Esito: collegio confermato a Conservatore |                            |                         |                         |

| Partito                    | Partito                                   | Candidato                  | Risultati 7 maggio 2015 | Risultati 7 maggio 2015 |
| Partito                    | Partito                                   | Candidato                  | Voti                    | %                       |
| -------------------------- | ----------------------------------------- | -------------------------- | ----------------------- | ----------------------- |
|                            | Conservatore                              | Maggie Throup              | 20 636                  | 42,71                   |
|                            | Laburista                                 | Catherine Atkinson         | 17 052                  | 35,29                   |
|                            | UKIP                                      | Philip Rose                | 7 792                   | 16,13                   |
|                            | Lib Dem                                   | Martin Garnett             | 1 658                   | 3,43                    |
|                            | Verdi                                     | Ralph Hierons              | 1 184                   | 2,45                    |
|                            |                                           |                            |                         |                         |
| Iscritti                   | Iscritti                                  | Iscritti                   | 71 907                  | 100,00                  |
| ↳ Votanti (% su iscritti)  | ↳ Votanti (% su iscritti)                 | ↳ Votanti (% su iscritti)  | 48 322                  | 67,20                   |
| ↳ Astenuti (% su iscritti) | ↳ Astenuti (% su iscritti)                | ↳ Astenuti (% su iscritti) | 23 585                  | 32,80                   |
|                            |                                           |                            |                         |                         |
|                            | Esito: collegio confermato a Conservatore |                            |                         |                         |

| Partito                    | Partito                                           | Candidato                  | Risultati 6 maggio 2010 | Risultati 6 maggio 2010 |
| Partito                    | Partito                                           | Candidato                  | Voti                    | %                       |
| -------------------------- | ------------------------------------------------- | -------------------------- | ----------------------- | ----------------------- |
|                            | Conservatore                                      | Jessica Lee                | 18 805                  | 39,47                   |
|                            | Laburista                                         | Cheryl Pidgeon             | 16 304                  | 34,22                   |
|                            | Lib Dem                                           | Martin Garnett             | 8 343                   | 17,51                   |
|                            | BNP                                               | Mark Bailey                | 2 337                   | 4,91                    |
|                            | UKIP                                              | Jodie Sutton               | 855                     | 1,79                    |
|                            | Verdi                                             | Lee Fletcher               | 534                     | 1,12                    |
|                            | Indipendente                                      | Luke Wilkins               | 464                     | 0,97                    |
|                            |                                                   |                            |                         |                         |
| Iscritti                   | Iscritti                                          | Iscritti                   | 69 652                  | 100,00                  |
| ↳ Votanti (% su iscritti)  | ↳ Votanti (% su iscritti)                         | ↳ Votanti (% su iscritti)  | 47 642                  | 68,40                   |
| ↳ Astenuti (% su iscritti) | ↳ Astenuti (% su iscritti)                        | ↳ Astenuti (% su iscritti) | 22 010                  | 31,60                   |
|                            |                                                   |                            |                         |                         |
|                            | Esito: collegio passa da Laburista a Conservatore |                            |                         |                         |

### Elezioni negli anni 2000
| Partito                    | Partito                                | Candidato                  | Risultati 5 maggio 2005 | Risultati 5 maggio 2005 |
| Partito                    | Partito                                | Candidato                  | Voti                    | %                       |
| -------------------------- | -------------------------------------- | -------------------------- | ----------------------- | ----------------------- |
|                            | Laburista                              | Liz Blackman               | 22 472                  | 44,45                   |
|                            | Conservatore                           | David Simmonds             | 15 388                  | 30,44                   |
|                            | Lib Dem                                | Martin Garnett             | 7 073                   | 13,99                   |
|                            | Veritas                                | Robert Kilroy-Silk         | 2 957                   | 5,85                    |
|                            | BNP                                    | Sadie Graham               | 1 319                   | 2,61                    |
|                            | UKIP                                   | Geoffrey Kingscott         | 941                     | 1,86                    |
|                            | Monster Raving Loony                   | Jon "R. U. Seerius" Brewer | 287                     | 0,57                    |
|                            | Church of the Militant Elvis           | David Bishop               | 116                     | 0,23                    |
|                            |                                        |                            |                         |                         |
| Iscritti                   | Iscritti                               | Iscritti                   | 78 376                  | 100,00                  |
| ↳ Votanti (% su iscritti)  | ↳ Votanti (% su iscritti)              | ↳ Votanti (% su iscritti)  | 50 553                  | 64,50                   |
| ↳ Astenuti (% su iscritti) | ↳ Astenuti (% su iscritti)             | ↳ Astenuti (% su iscritti) | 27 823                  | 35,50                   |
|                            |                                        |                            |                         |                         |
|                            | Esito: collegio confermato a Laburista |                            |                         |                         |

| Partito                    | Partito                                | Candidato                  | Risultati 7 giugno 2001 | Risultati 7 giugno 2001 |
| Partito                    | Partito                                | Candidato                  | Voti                    | %                       |
| -------------------------- | -------------------------------------- | -------------------------- | ----------------------- | ----------------------- |
|                            | Laburista                              | Liz Blackman               | 23 915                  | 49,21                   |
|                            | Conservatore                           | Gregor MacGregor           | 16 983                  | 34,95                   |
|                            | Lib Dem                                | Martin Garnett             | 5 586                   | 11,49                   |
|                            | UKIP                                   | Louise Smith               | 692                     | 1,42                    |
|                            | BNP                                    | Steven Belshaw             | 591                     | 1,22                    |
|                            | Monster Raving Loony                   | Jon "R. U. Seerius" Brewer | 428                     | 0,88                    |
|                            | Laburista Socialista                   | Peter Waldock              | 401                     | 0,83                    |
|                            |                                        |                            |                         |                         |
| Iscritti                   | Iscritti                               | Iscritti                   | 78 507                  | 100,00                  |
| ↳ Votanti (% su iscritti)  | ↳ Votanti (% su iscritti)              | ↳ Votanti (% su iscritti)  | 48 596                  | 61,90                   |
| ↳ Astenuti (% su iscritti) | ↳ Astenuti (% su iscritti)             | ↳ Astenuti (% su iscritti) | 29 911                  | 38,10                   |
|                            |                                        |                            |                         |                         |
|                            | Esito: collegio confermato a Laburista |                            |                         |                         |

## Risultati dei referendum

### Referendum sulla permanenza del Regno Unito nell'Unione europea del 2016
|             | Collegio | Lasciare UE % | Rimanere in UE % |
| ----------- | -------- | ------------- | ---------------- |
|             | Erewash  | 63,3%         | 36,7%            |
| Inghilterra | 53,3%    | 46,7%         |                  |
| Regno Unito | 51,9%    | 48,1%         |                  |